# エスクレチン
エスクレチン(Aesculetin)は、クマリンの誘導体である。天然のラクトンで、ケイ皮酸誘導体の分子間環化によって生成される。
配糖体またはコーヒー酸複合体の形で、多くの毒性植物、薬草に含まれる。
エスクレチンを含む試料は、抗凝固薬の作用を持ち、ワルファリン等の抗凝固薬と相互作用すると考えられている。
この化合物は、日焼け止め剤にも用いられているが、DNA損傷の光線感作物質として働くという証拠も得られている。メチル誘導体のナトリウム塩は、静脈瘤の治療に用いられる。
エスクレチンは、植物に含まれる青色蛍光化合物である。エスクレチンのグルコシドであるエスクリンは、長波長の紫外線（360nm）で蛍光を発するが、エスクリンが加水分解されると蛍光は失われる。また、エスクレチンはウシ血清アルブミンの蛍光を消す能力を持つ。
エスクレチンは、ラットの肝臓のカテコール-O-メチルトランスフェラーゼとともに培養することによって、スコポレチン（7-ヒドロキシ-6-メトキシクマリン）やイソスコポレチン（6-ヒドロキシ-7-メトキシクマリン）に変化しうる。